# Hugo Van Aken

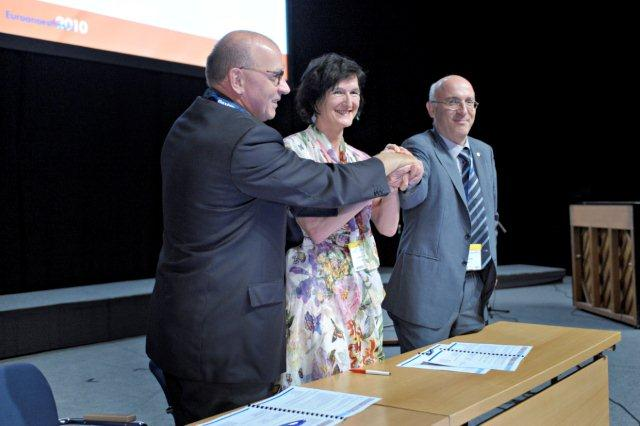
Hugo Van Aken (links), Helsinki 2009

Hugo Karel Van Aken (* 2. März 1951 in Mechelen, Belgien) ist ein belgischer Arzt und war seit August 1995 Professor für Anästhesiologie an der Westfälischen Wilhelms-Universität in Münster und Direktor der Klinik für Anästhesiologie, operative Intensivmedizin und Schmerztherapie des Uniklinikums Münster. 2016 ist er in den Ruhestand gegangen.

## Werdegang
Nach dem Studium der Humanmedizin in Belgien an der Katholischen Universität Leuven von 1969 bis 1976 legte Hugo Van Aken im Jahr 1976 sein medizinisches Staatsexamen ab. Im Juli des gleichen Jahres folgte dann dort die Promotion zum Doctor in de Genees-, Heel- en Verloskunde (Doktor der Medizin, Chirurgie und Geburtshilfe) mit dem Prädikat magna cum laude.
Nach verschiedenen Tätigkeiten ab 1976 als Assistent der Abteilung für Anästhesiologie bzw. Klinik für Anästhesiologie an der Katholischen Universität Leuven (bei van de Walle) bzw. an der Westfälischen Wilhelms-Universität Münster (bei Peter Lawin an der Klinik für Anästhesiologie und operative Intensivmedizin) erfolgte 1980 die Anerkennung als Facharzt für Anästhesiologie in Belgien. Nach einer dreimonatigen Fortbildung für Kardioanästhesie in den USA erfolgte schließlich auch die Anerkennung als Facharzt für Anästhesiologie in Deutschland durch die Ärztekammer Westfalen-Lippe. Unter Lawin arbeitete er von 1980 bis 1986 als Oberarzt. In Münster wurde er 1981 auch zum Doktor der Medizin (Dr. med.) promoviert und 1983 nach seiner Habilitation an der Medizinischen Fakultät zum Privatdozenten ernannt; eine Stelle als Professor der Besoldungsgruppe C 2 erhielt er im Jahr 1985. Zusatzqualifikationen bzw. Anerkennungen erwarb Van Aken im Bereich Transfusionsmedizin, spezielle anästhesiologische Intensivmedizin, Rettungsdienst und Fachkunde für Laboruntersuchungen in der Anästhesiologie. Von 1986 bis 1995 war er Lehrstuhlinhaber für Anästhesiologie und Direktor des Departments of Anesthesia der Katholischen Universität Leuven. Im Jahr 1995 erhielt er als Professor der Besoldungsstufe C 4 einen Lehrstuhl für Anästhesiologie in Münster, wo er als Direktor der Klinik und Poliklinik für Anästhesiologie und operative Intensivmedizin wirkte. Seit 2009 ist er Mitglied der Leopoldina. Von 2010 bis 2019 war Hugo Van Aken Generalsekretär der Deutschen Gesellschaft für Anästhesiologie und Intensivmedizin (Sein Nachfolger wurde 2020 Bernhard Zwißler). Van Aken war maßgeblich an der 2010 initiierten Deklaration von Helsinik zur Sicherheit der Patienten in der Anästhesie beteiligt.

## Ehrungen
Van Aken ist seit 1994 Fellow of the Royal College of Anesthetists (FRCA) und seit 1998 Fellow of the Australian and New Zealand College of Anaesthetists (FANZCA). Im Jahr 1993 wurde er zum Ehrenmitglied der Deutschen Interdisziplinären Vereinigung für Intensivmedizin und Notfallmedizin ernannt, 1998 zum Ehrenmitglied der Deutschen Gesellschaft für Anästhesiologie und Intensivmedizin.

## Forschungstätigkeit (Auswahl)
- Schmerzforschung
- Sepsis
- Kardiale Funktion
- Mikrozirkulation

## Redaktion bei wissenschaftlichen Zeitungen (Auswahl)
- Baillière – Clinical Anaesthesiology
- Acta Anaesthesiologica Belgica
- European Journal of Anaesthesiology
- Der Chirurg

## Internationaler Beirat bei wissenschaftlichen Zeitungen
- Chirurgische Praxis
- Anästhesie – Intensivmedizin – Notfallmedizin – Schmerztherapie

## Publikationen (Auswahl)
- als Hrsg. mit Konrad Reinhart und Michael Zimpfer: Intensivmedizin (= ains. Band 2). Thieme, Stuttgart 2001, ISBN 3-13-114871-3.
- Westfälische Wilhelms-Universität Münster: Klinik und Poliklinik für Anästhesiologie und Operative Intensivmedizin. In: Jürgen Schüttler (Hrsg.): 50 Jahre Deutsche Gesellschaft für Anästhesiologie und Intensivmedizin: Tradition und Innovation. Springer-Verlag, Berlin / Heidelberg / New York 2003, ISBN 3-540-00057-7, S. 527–533.
- mit Stefan Grond und Karin Bornhövd: Prinzipien der postoperativen Schmerztherapie: nicht-invasive PCA mit IONSYS; 18 Tabellen. Thieme, Stuttgart / New York 2008, ISBN 978-3-13-145921-3.
- als Hrsg., mit Hans Christoph Niesel: Lokalanästhesie, Regionalanästhesie, regionale Schmerztherapie: 115 Tabellen. Thieme, Stuttgart / New York 2006, ISBN 978-3-13-143412-8.